# Hilde Krahl
Hilde Krahl, född 10 januari 1917 i Brod, Österrike-Ungern (nu Slavonski Brod, Kroatien), död 28 juni 1999 i Wien, Österrike, var en österrikisk skådespelare. Hon filmdebuterade 1936 och medverkade i tyska filmer och TV-serier fram till 1996. Hon är mor till skådespelaren Johanna Liebeneiner.
Hilde Krahl fick sin utbildning vid olika teatrar i Wien och uppträdde därefter i Prag, Budapest, Bukarest och Sofia. Trots sin ungdom var Krahl ett ganska känt teaternamn, när hon 1936 gjorde sin första film, Gryning (Mädchenpansionat) hos UFA i Berlin, där hon samtidigt spelade teater hos Heinz Hilpert. Sitt genombrott fick hon 1937 i den av Willy Forst regisserade Serenad. Av senare filmer märks Utan vigselring (Die barmherzige Lüge, Du stal min dotter (Der Postmeister) mot Heinrich George, Isabel och kärleken, Magdalena kollrar bort chefen, Annuschka, Storstadsmelodi och Träumerei.
Efter andra världskrigets slut spelade hon 1949 i filmen Vi har funnit varandra och prisades för denna roll som bästa skådespelerska vid Internationella filmfestivalen i Locarno. Hon fick 1960 beröm för sin roll som Lady Churchill i Helmut Käutners filmversion av Eugène Scribes pjäs Ett glas vatten.
Vid sidan av sitt filmarbete fortsatte hon att framträda på scenen. Hon var fast medlem i ensemblen på Theater in der Josefstadt 1936–1966, samtidigt som hon även verkade vid en rad andra scener. Efter andra världskriget var hon bland annat engagerad hos Ida Ehre vid Kammerspiele i Hamburg, där hon framträdde i flera av Helmut Käutner och Wolfgang Liebeneiner regisserade pjäser, såsom Stängda dörrar och Den respektfulla skökan. Bland andra scenroller märks hennes framträdande i titelrollen i Strindbergs Drottning Kristina på Theater in der Josefstadt i Wien.
1963 spelade hon in sin sista långfilm och var därefter enbart skådespelare vid teatern och för TV. 1980 tilldelades hon hederspriset Filmband in Gold för sina insatser inom tysk film.

## Filmografi, urval
- 1936 – Hela Wien dansar
- 1937 – Serenad
- 1940 – Du stal min dotter
- 1940 – Isabel och kärleken
- 1941 – Komödianten
- 1941 – Magdalena kollrar bort chefen
- 1942 – Annuschka
- 1949 – Vi har funnit varandra
- 1950 – Skuggor i natten
- 1952 – 1 april år 2000
- 1955 – Barn, mödrar och en general
- 1960 – Ett glas vatten